# Holger Hantke
Holger Hantke (* 31. Januar 1951 in Lübeck) ist ein deutscher Musiker, Komponist und Musiklehrer in Norddeutschland.
Holger Hantke hat als Dirigent, Organist und Komponist die Kirchenmusik der Neuapostolischen Kirche im deutschen Raum mitgeprägt. Er arbeitete bis 2014 als Musiklehrer und ist bis heute als Bandleader und Komponist in Hamburg tätig.

## Leben
Seit 1958 war Hantke außerordentlicher Student an der Schleswig-Holsteinischen Musikakademie und der Norddeutschen Orgelschule in Lübeck, wo er nicht nur Klavier- und Orgelspiel lernte (bei Silva Brenner und Manfred Kluge), sondern auch Unterricht in Orgel-Improvisation (bei Uwe Röhl) und Chorleitung (bei Kurt Thomas) erhielt.
Nach seinem Abitur studierte Hantke von 1970 bis 1975 Sprach- und Erziehungswissenschaften an der Universität Hamburg sowie Schul- und Kirchenmusik an der Hochschule für Musik und Theater Hamburg. Zu seinen Lehrern gehörten Ferry Gebhart (Klavier), Martin Günter Förstemann und Gerhard Dickel (Orgel), Christoph Hohlfeld (Musiktheorie), Hans-Peter Reinecke (Musikwissenschaft) und Hermann Rauhe (Musikpädagogik). Außerdem erhielt Hantke Kompositionsunterricht bei Günter Fork und Felicitas Kukuck.
1977 gewann Hantke einen 2. Preis beim Internationalen Orgel- und Improvisationswettbewerb in Haarlem. 1980 nahm Hantke an einem Jazz-Sommer-Seminar bei Peter Herbolzheimer und Jiggs Whigham teil.
Hantke war seit 1964 Organist und seit 1970 Chorleiter in der Neuapostolischen Kirche in Lübeck und Hamburg. 1985 begann er den Aufbau eines kirchlichen Kammerorchesters. In diesem Zusammenhang entstanden Schallplatten-Aufnahmen und mehr als 60 kirchenmusikalische Auftragskompositionen (Neukompositionen und Bearbeitungen) für Chor, Orgel, kammermusikalische Besetzungen und Orchester.
Seit 1975 arbeitete Hantke als Gymnasiallehrer in Hamburg (Musik und Französisch), wobei einer seiner Schwerpunkte die popularmusikalische Arbeit war (Aufbau von Big Bands, Musical-Aufführungen). Außerdem war Hantke als Kantor und Organist an evangelischen und katholischen Kirchen im Raum Hamburg tätig gewesen und leitete verschiedene Chöre. Von September 2001 bis Januar 2007 leitete er den Gospelchor Blankenese. Daneben gab Hantke Konzerte als Organist und Pianist in Deutschland und im Ausland und arbeitete als Studiomusiker. Im Oktober 2009 gründeten Hantke und andere die Hamburger Big Band 'WESTEND JAZZ' - bis 2024 war er auch deren musikalischer Leiter.
Seit August 2014 ist Hantke im Ruhestand, musikalisch aber noch aktiv.

## Werke
- Seit etwa 1965 zahlreiche Neukompositionen und Bearbeitungen für die kirchenmusikalische Praxis zunächst vor allem der Neuapostolischen Kirche. Typische Besetzungen sind Chor und Orgel, kammermusikalische Besetzungen (beispielsweise mit Blockflöten) und Orchester. Diese Werke entsprachen praktischen Erfordernissen der damaligen Kirchenmusik der Neuapostolischen Kirche. Sie sind in ihrer Schlichtheit aber einfallsreich und selten stereotyp. Hantke bereichert traditionelle Harmonik und Kontrapunktik behutsam durch Elemente der klassischen Moderne (Quintparallelen, Quartklänge, dissonante Ostinati, Erweiterung der Harmonik aus den Gegebenheiten der Stimmführung heraus) oder der Jazz-Harmonik. Dabei steht die gesangliche Führung der Einzelstimmen im Vordergrund.
- Seit 1989 Arrangement von Musicals für den eigenen schulischen Gebrauch.
- Die Weihnachtsgeschichte für Kinder. Oratorium für Soli, Kinderchor, Blockflötenquartett, Querflöte, Streichquartett und obligate Orgel (Uraufführung 1999)
- Peter's Confession of Christ (Das Bekenntnis des Petrus) (Uraufführung 2001)
- Little children and Jesus (Die Segnung der Kinder) (Uraufführung 2001)
- It is good to praise the Lord (Psalm 92) (Uraufführung 2001)
- Little children and Jesus (Die Segnung der Kinder) für SATB, Querflöte, Piano, Bass und Schlagzeug (ad lib.), Möseler Verlag, Wolfenbüttel 2006
- Ein reines Herz, Herr, schaff in mir und Lobe den Herren, o meine Seele in: GospelChoräle, Zebe Publishing, Berlin 2006
- Psalm 90, 10 (Fassung für Vorsänger und einstimmige Schola oder für Vorsänger und vierstimmigen Chor SATB und Instrumente), Edition Punctum Saliens, Bielefeld 2010
- 7 Partiten für Orgel (Es kommt ein Schiff, geladen; Ihr Kinderlein, kommet; Wie lieblich ist der Maien; Geh aus, mein Herz, und suche Freud;  Wir pflügen, und wir streuen (Alle gute Gabe); Weißt du, wieviel Sternlein stehen; Der Mond ist aufgegangen), Edition Punctum Saliens, Bielefeld 2010
- Wie soll ich dich empfangen (O how shall I receive Thee) Partita für Orgel, Edition Dohr, Köln 2018
- Three American Church Hymns – Variationen für Alt- oder Tenor-Saxophon und Orgel, Edition Dohr, Köln 2018
- Concertino über Jahreszeiten-Lieder für Truhenorgel (Concertino on Seasonal Songs for Box Organ), Edition Dohr, Köln 2024